# Trachycarpeae
Trachycarpeae — триба пальм підродини Coryphoideae родини Arecaceae. Він має найширше поширення з усіх триб Coryphoideae і зустрічається на всіх континентах (крім Антарктиди), хоча найбільша концентрація видів у Південно-Східній Азії. До Trachycarpeae належать пальми як тропічної, так і субтропічної зон; найпівнічніша пальма, що зустрічається в природі, належить до цієї триби (Chamaerops humilis). Кілька родів можна зустріти в культурі в помірних зонах, наприклад, види Trachycarpus, Chamaerops, Rhapidophyllum, Washingtonia.

## Опис
Пальми цієї триби мають пальчасте листя з подвійними. Рослини можуть бути високими, одностовбурними (наприклад, Copernicia, Brahea, Pritchardia), суцільними з короткими присадкуватими стовбурами (наприклад, Maxburretia, Johannesteijsmannia), багатостовбурними (наприклад, Rhapis, Acoelorrhaphe) або розгалуженими та розпростертими (наприклад, Serenoa). Ці пальми регулярно цвітуть протягом усього життя (плеонантні) і можуть бути дводомними, однодомними або гермафродитними.

## Таксономія
Trachycarpeae — одна з восьми триб підродини Coryphoideae. Триба монофілетична, але філогенетичні дослідження ще не виявили її найближчих родичів, хоча ними можуть бути Phoeniceae, або Sabaleae і Cryosophileae. Спочатку описана як триба «Livistoneae», назва Trachycarpeae має пріоритет.